# Bles de Caprees
Bles de Caprees en llatí Blaesus, en grec antic Βλαἲσος, fou un poeta italià nascut a Capri (Capreae, Caprees) que va escriure una sèrie de poesies còmic-serioses (en grec σπουδογέλοιοι).
Dues de les seves obres, Μεσοτρίβας i Σατοῦρνος les menciona Ateneu, i Hesiqui es refereix a Bles sense mencionar cap dels títols de les seves obres. La seva època és indeterminada. Alguns autors suposen que hauria viscut a l'època imperial, però sembla que Ateneu va prendre les cites que fa de Bles de Pàmfil de Nicòpolis que va viure al segle ii aC i que va utilitzar paraules usades per Bles al seu Lexicó i, per tant, segurament hauria viscut al segle iii aC.